# الرعادي (إب)
الرعادي هي إحدى قرى الجمهورية اليمنية. وهي تتبع جغرافيًا لمحافظة إب. وإداريًا لمديرية يريم. يبلغ تعداد سكانها 1080 نسمة حسب الإحصاء الذي جرى عام 2004.